# Robert IV. de La Marck

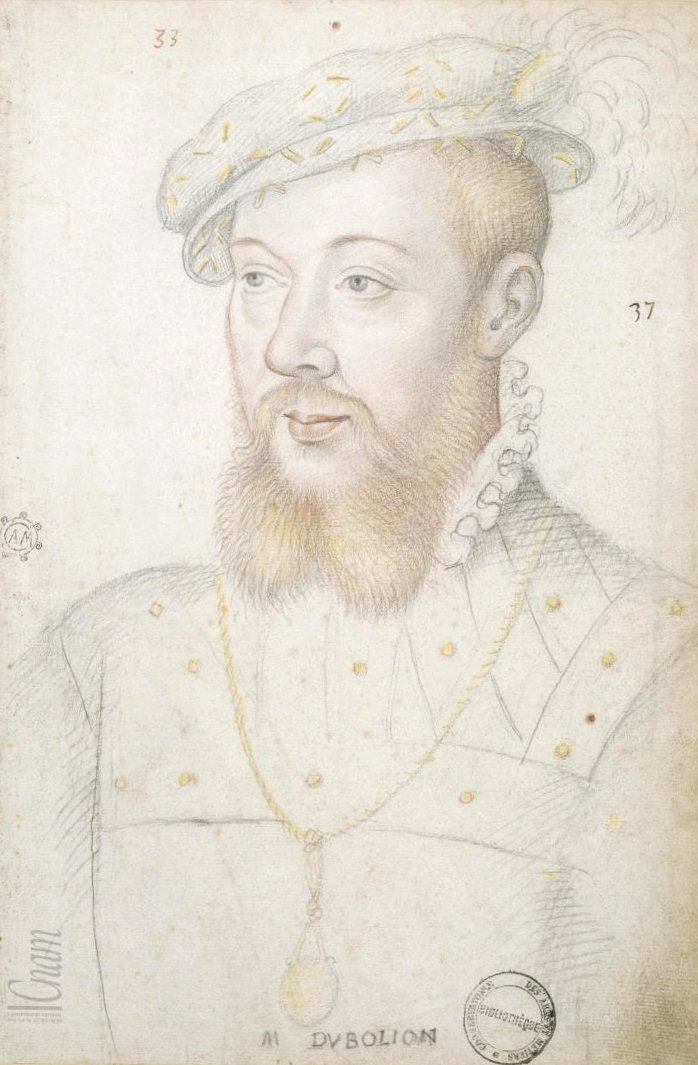
Porträt Robert IV. de La Marcks, Kreidezeichnung eines unbekannten Künstlers, ca. 1570

Robert IV. de La Marck (* 5. Januar 1512 in Sedan; † 4. November 1556 in Guise) war Herr von Sedan, Herzog von Bouillon und Marschall von Frankreich.
Zudem war er Comte de Braine, Seigneur de Jametz, de Florange et de Florenville, de Raucourt, de Château-Thierry und Châtelain de Châtillon-sur-Marne. Durch seine Ehe war er Comte de Maulévrier, Baron du Bec-Crespin, de Mauny, et de Sérignan-du-Comtat, Seigneur de Nogent-le-Roi, de Bréval, de Beynes et de Chaumont-sur-Loire.

## Leben
Er war der Sohn von Robert III. de La Marck und Guillemette de Sarrebruck. Er wurde in seiner Jugend Seigneur de Fleuranges genannt, später Maréchal de La Marck und schließlich Maréchal de Bouillon.
Er wurde zum Ritter im Michaelsorden ernannt sowie zum Capitaine von 50 Lanzen, am 1. Januar 1537 dann Capitaine de la Compagnie des Cent-Suisses de la garde du Roi als Nachfolger seines Vaters. Am 29. April 1547 wurde er zum Marschall von Frankreich ernannt als Nachfolger des Marschalls Claude d’Annebault, der 1544 zurückgetreten war. Im Juni 1547 erhielt er vom König die Châtellenie Châtillon-sur-Marne. Am 26. Juni 1547, als der König zu Aufrechterhaltung der Truppendisziplin das Reich in drei Departements eingeteilt hatte, erhielt er das Departement bestehend aus Burgund, Champagne, Brie und die damit verbundenen Enklaven zugeteilt. 1549 wurde er Seigneur de Raucourt. Am 28. August 1549 erklärte er sich für souverän. 1550 wurde er nach Rom gesandt, als Julius III. zum Papst gewählt worden war.
1552 diente er bei der Eroberung von Metz, im gleichen Jahr eroberte er das Herzogtum Bouillon zurück, das seit 30 Jahren von kaiserlichen Truppen besetzt gewesen war: der König hatte ihm die dazu erforderlichen Truppen zur Verfügung gestellt und ernannte ihn danach zum französischen Herzog. Am 10. Dezember 1552 wurde er zum Lieutenant-général in der Normandie ernannt. 1553 wurde er mit der Verteidigung von Hesdin beauftragt, musste dann aber kapitulieren. Hesdin wurde geplündert, der Marschall am 18. Juli gefangen genommen und nach Sluis gebracht, wo er bis zum Waffenstillstand, der am 5. Februar 1556 in Vaucelles geschlossen wurde und für ihn ein Lösegeld von 60.000 Écu bedeutete, festgehalten wurde.
Er starb am 4. November 1556 in Guise (vielleicht und ohne Beweis infolge einer Vergiftung) und wurde in Saint-Laurent in Sedan bestattet.

## Ehe und Familie
Am 19. Januar 1538 heiratete er Françoise de Brézé, Comtesse de Maulévrier († 14. Oktober 1577, bestattet in Saint-Yved de Braine), die älteste Tochter von Louis de Brézé, Comte de Maulévrier († 1531) und Diane de Poitiers, Duchesse de Valentinois et d’Étampes († 1566).Ihre Kinder waren:
- Henri Robert (* 7. Februar 1539; † 2. Dezember 1574 in Sedan), 1556 Herr von Sedan und Raucourt, Herzog von Bouillon etc., 1560 Helvetischen Bekenntnisses, 1572 souveräner Fürst von Sedan; ⚭ Mai 1559[5] im Louvre Françoise de Bourbon-Vendôme (* wohl 1539; † 17. Mai 1587), Tochter von Louis’ III. de Bourbon, Herzog von Montpensier, Pair von Frankreich, und Jacqueline de Longwy
- Charles Robert (* 15. April 1541 in Sedan; † 30. November 1622[6]), Graf von Maulévrier, 1594 Graf von Braine, Baron de Pont-Arcy et de Mauny, 1601 Seigneur de Sérignan, de La Baume-de-Transit, de Privas, d’Arlempdes, de Valabrègue, d’Aramon etc., bestattet in Saint-Yved de Braine; ⚭ (1) 5. Juli 1570 Jacqueline d’Averton († um 1573), Tochter von Payen d’Averton, Seigneur de Belin et d’Averton, und Anne de Maille de La Tour-Landry; ⚭ (2) 2. August 1574 Antoinette de La Tour († 1608), Tochter von Gilles d’Avaugour, Seigneur de Limeuil, und Marguerite de La Cropte, Witwe von Jean d’Avaugour, Seigneur de Courtalain; ⚭ (3) Elisabeth de Pluviers (* 1548; † 1632), Tochter von Louis de Pluviers, Seigneur d’Assas, Witwe von Jacques d’Autun, Seigneur de Campelos
- Christian (* in Sedan; † in Château-Thierry, 5–6 Jahre alt)
- Antoinette (* 27. März 1542 (neuer Stil)[7] in Sedan; † 7. Februar 1591 auf Schloss Pézenas); ⚭ (Ehevertrag vom 26. Januar 1559)[8] Henri I. de Montmorency, genannt de Damville, 1579 3. Herzog von Montmorency, Pair von Frankreich, Marschall von Frankreich, 1593 Connétable von Frankreich († 2. April 1614 auf der Domaine de La Grange des Pères in Pézenas)
- Guillemette (* 29. März 1543 in Sedan; † 15. Juni 1544), bestattet in Saint-Laurent in Sedan
- Diane (* 16. Juni 1544 in Château-Thierry; † nach dem 2. Mai 1612), Dame de Nogent-le-Roi; ⚭ (1) (Ehevertrag vom 6. Januar 1558 (neuer Stil)) Jacques de Clèves, 1563 3. Herzog von Nevers, Pair von Frankreich († 6. September 1564 in Montigny bei Lyon), ⚭ (2) 17. Mai 1570 Henri Antoine de Clermont, 1571 Duc de Clermont, Comte und 1572 Duc de Tonnerre, Vicomte de Tallard (X 1. April 1573 bei der  Belagerung von La Rochelle; ⚭ (3) 1579 Jean Babou de La Bourdaisière, Graf von Sagonne (X 21. September 1589 in der Schlacht von Arques), Sohn von Jean Babou und Françoise Robertet
- Guillemette (* 26. September 1545 in Sedan; † 1592), bestattet in Ligny-en-Barrois; ⚭ (1) 1558 Jean de Luxembourg, 1557 Comte de Brienne, Ligny etc. († 1. Juli 1576 in Brienne-le-Château); ⚭ (2) 5. August 1579 Georges Epaminondas de Bauffremont, Comte de Croisilles, (1596 bezeugt, † vor 1618)
- Françoise (* 20. März 1547 in Château-Thierry; † 31. März 1608 in Avenay), 1564 geistlich zu Saint-Pierre de Reims, 1576 Äbtissin von Avenay
- Catherine (* 24. August 1548; † 1590), Dame de Bréval; ⚭ 20. August 1582 Jacques de Harlay, Seigneur de Champvallon († 3. April 1630), Sohn von Louis de Harlay, Seigneur de Cézy, und Louise de Carré